# アストンマーティン・DBR9
アストンマーティン・DBR9 （Aston_Martin_DBR9）は、アストンマーティンが製造したレーシングカーで、2005年にデビューし、2011 年にGT1カテゴリーが終了するまで、国際的なスポーツカーレースで積極的にレースに参加した。

## 概要
DBR9という名前は、当時のオーナーであるデビッド・ブラウンにちなんで名付けられた、1959年のル・マン24時間レースで優勝したオリジナルの DBR1に由来。

## レース戦績
DBR9はル・マン24時間レースをはじめとする数々の耐久レースに参戦し、特にアストンマーティン・レーシングファクトリーチームがLMGT1クラスで2度（2007年・2008年）優勝を果たしたことで知られる。